# Дикаев, Магомед Джунидович
Магоме́д Джуни́дович (Жуни́дович) Дика́ев (1 сентября 1941, Бердыкель, Чечено-Ингушская АССР — 29 октября 1979) — чеченский поэт, драматург, филолог.

## Биография
В 1944 году Дикаев был депортирован. Его детство прошло на станции Чу в Шуском районе Жамбылской области Казахстана. В 1949 году он пошёл в первый класс.
После восстановления Чечено-Ингушетии семья вернулась на родину. В 1959 году Дикаев окончил среднюю школу № 18 в Грозном и поступил на национальное отделение историко-филологического факультета Чечено-Ингушского педагогического института. После окончания института с отличием стал аспирантом и преподавателем филологического факультета пединститута. После окончания института он занимался научной работой. Среди его научных произведений «Жанры и виды чечено-ингушской лирики дооктябрьского периода».

## Творчество
Первые стихи Дикаева были опубликованы в 1958 году в газете «Комсомольское племя». В 1961 году в литературном альманахе «Орга» появились его новые произведения. На молодого автора обратили внимание маститые поэты, среди которых оказался и Магомет Мамакаев. Он стал оказывать ему поддержку, которая вдохновила Дикаева на создание новых произведений.
В 1963 году Дикаев принял участие во всесоюзном съезде молодых писателей в Москве. Здесь он познакомился с известными советскими поэтами Николаем Тихоновым и Александром Твардовским которые, ознакомившись с творчеством Дикаева, дали ему высокую оценку.
В 1965 году вышла первая книга стихов Дикаева «Нохчийн хІусам» (с чеч. — «Чеченское жилище»). Затем последовал ещё ряд книг, каждая из которых пользовалась большим успехом. Многие его стихи были положены на музыку и стали популярными песнями. Но скоропостижная смерть в 38 лет оборвала его творческую деятельность.

### на чеченском языке
- Дикаев М. Д. «Нохчийн хІусам». Стихаш. Грозный, 1965.
- Дикаев М. Д. «Догу сан дог». Стихаш. Грозный, 1967.
- Дикаев М. Д. «Деган мерзаш». Стихашший, драмий. Грозный, 1971.
- Дикаев М. Д. «Стеган цІе». Байташ, поэма, драмаш. Грозный, 1990.
- Дикаев М. Д. «Сан дай баьхна латта». Стихаш, поэма, драмаш, Іилманан болх, статьяш, кехаташ. Соьлжа-ГІала, 2012.
- Дикаев М. Д. «Сан дай баьхна латта». Стихаш, поэмаш, статьяш, драма. Ростов-на-Дону ООО «Медиа-Полис», 2021, — 272 с.

### на русском языке
- «Песни вайнахов. Чечено-ингушская народная лирика» / Сост. и примеч. М. Дикаева. Пер. Н. Гребнева. Грозный, 1972.
- Дикаев М. Д. «Земля отцов». II выпуск. III том. (Стихи, поэма, драмы, научные работы, статьи, письма. На чеченском языке) — Грозный: ФГУП «Издательско-полиграфический комплекс „Грозненский рабочий“», 2012.